# Heinkel He 178

He 178

El Heinkel He 178 va ser el primer avió al món que va remuntar el vol propulsat per un turborreactor. Sent un disseny estrictament experimental de la empresa alemanya Heinkel, va volar gairebé dos anys abans que el Gloster E.28/39 britànic, donant origen a una nova etapa en el desenvolupament de l'aviació. Es pot considerar que el He 178 va ser el primer aeroplà a oferir un ús pràctic del motor de reacció, tot i no ser el primer en utilitzar-lo. Aquest sistema de propulsió ja havia estat utilitzat per primera vegada en el Coandă-1910, què estava equipat amb un termorreactor (un tipus específic de motor de combustió interna alternatiu).

## Desenvolupament
El He 178 va ser construït per una empresa alemanya d'enginyeria aeronàutica constituïda amb capital privat i dirigida per l'enginyer Ernst Heinkel, què es caracteritzava per finançar projectes trencadors en el àmbit de l'aviació. Al mateix temps que es desenvolupaven els treballs de l'avió coet He 176, es va escometre el disseny d'aquest avió. De la taula de disseny dels bessons Siegfried i Walter Günter va néixer un petit aeroplà d'ales rectes de fusta, muntades a la part superior d'un fuselatge metàl·lic, amb el motor de reacció col·locat dins del mateix fuselatge i complementat amb una presa d'aire frontal i un tren d'aterratge retràctil (fixat amb perns en el vol inicial) i amb roda de cua. El seu motor es va desenvolupar a partir dels treballs realitzats pel jove enginyer alemany Hans von Ohain, qui l'any 1936 va presentar un esbós per a la construcció d'un motor de reacció centrífug que es convertiria en el motor HeS 3b el qual aconseguia en les seves etapes inicials una embranzida efectiva de 340 kgf.

### Primer vol

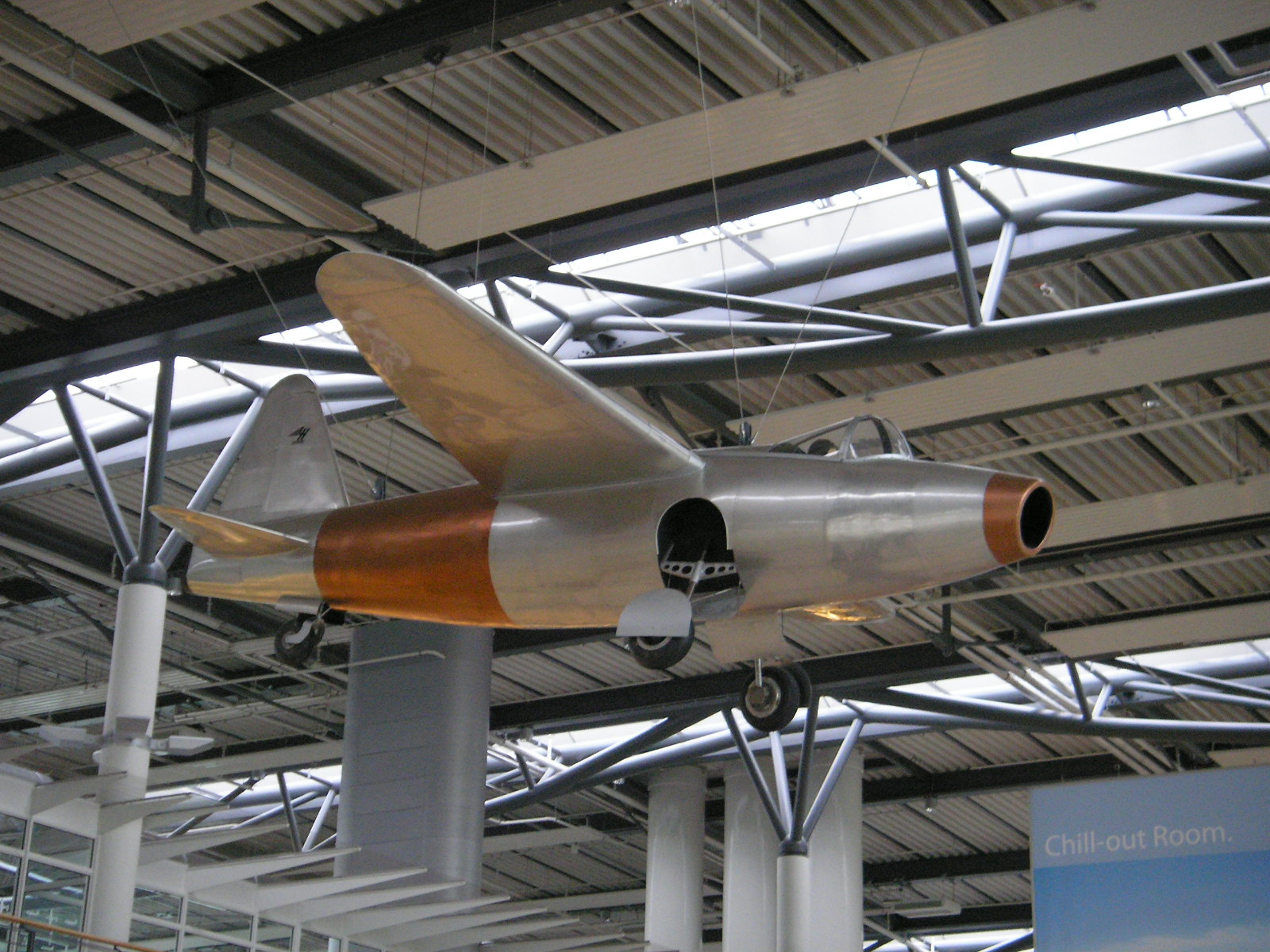
Rèplica de l'He 178. en l'Aeroport de Rostock-Laage.

Cinc dies abans d'esclatar la Segona Guerra Mundial, el 27 d'agost de 1939, l'He 178, pilotat pel capità Erich Warsitz, va sobrevolar l'aeròdrom de la factoria a Rostock-Marienehe. Els resultats del primer vol van lliurar una velocitat màxima de 648 km/h, molt superior a la dels avions a pistó del moment, i una velocitat creuer de 584 km/h.
No obstant això, a causa que els militars alemanys estaven convençuts que el conflicte recentment iniciat podia guanyar-se amb les armes convencionals disponibles i el conservadorisme sobre el disseny en general de l'avió, no es va mostrar cap interès oficial en l'expansió del nou concepte. El projecte va ser pagat principalment amb fons particulars i fins al 28 d'octubre de 1939 no va ser examinat en vol pels representants del Reichsluftfahrtministerium, els generals Ernst Udet, Erhard Milch i Lucht. L'aparell no va despertar gran interès. No obstant això, Heinkel era obstinat i es va decidir a emprendre, amb el seu propi capital, la construcció d'un caça de reacció: el Heinkel He 280.

### Epíleg
Finalment, es va esbossar un prototip millorat de l'He 178 de major envergadura, però mai va ser construït. L'He 178 va ser destinat per a exhibició en el Museu Tècnic Alemany a Berlín, on va ser destruït com a resultat dels bombardejos sobre la ciutat durant la Segona Guerra Mundial.

## Especificacions
Característiques generals
- Tripulació: 1
- Longitud: 7,48 m
- Envergadura: 7,20 m
- Alçada: 2,10 m
- Superfície de l'ala 9,1 m²
- Pes buit: 1.620 kg
- Pes màxim d'enlairament: 1.998 kg
- Motor: 1× HeS 3 turbojet  , 4,4 kN

 Rendiment 
- Velocitat màxima: 598 km/h
- Abast: 200 km